# Hussel
Die Hussel Confiserie GmbH mit Sitz in Floh-Seligenthal ist ein im Jahr 2024 gegründeter Einzelhändler von Kaffee, Tee, Gebäck- und Süßwaren. Die Gesellschaft hat zum 1. Mai 2024 die Unternehmensmarke sowie die Filialen in Deutschland und Österreich von der früheren Hussel GmbH übernommen, die am 31. Januar 2024 zum zweiten Mal Insolvenz anmeldete und nachfolgend aufgelöst wurde. Eigentümer der Hussel Confiserie GmbH ist der mittelständische Süßwarenhersteller Viba sweets GmbH.

## Geschichte

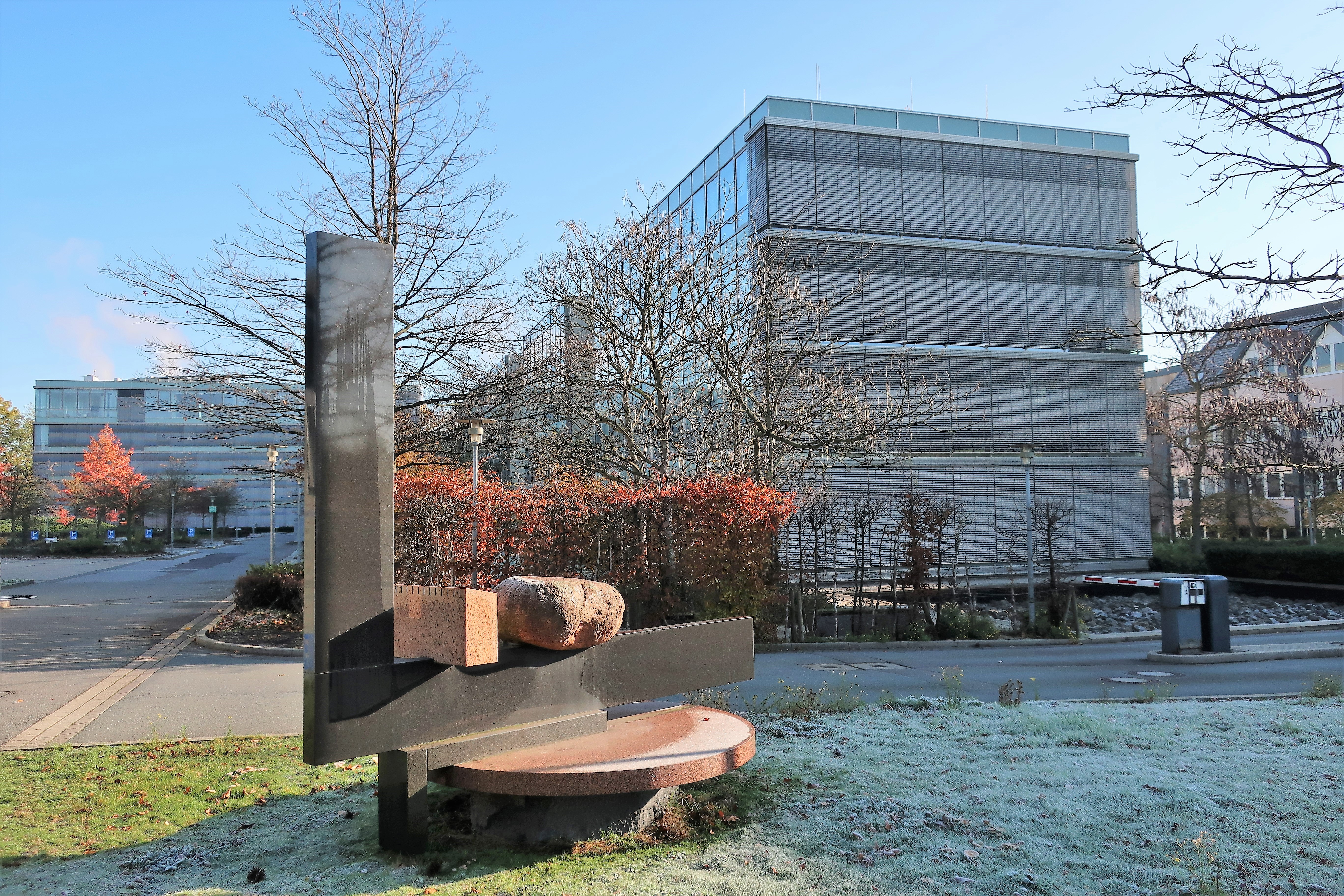
Ehemalige Hussel-Unternehmenszentrale in Hagen-Bathey, geschlossen im Jahr 2020

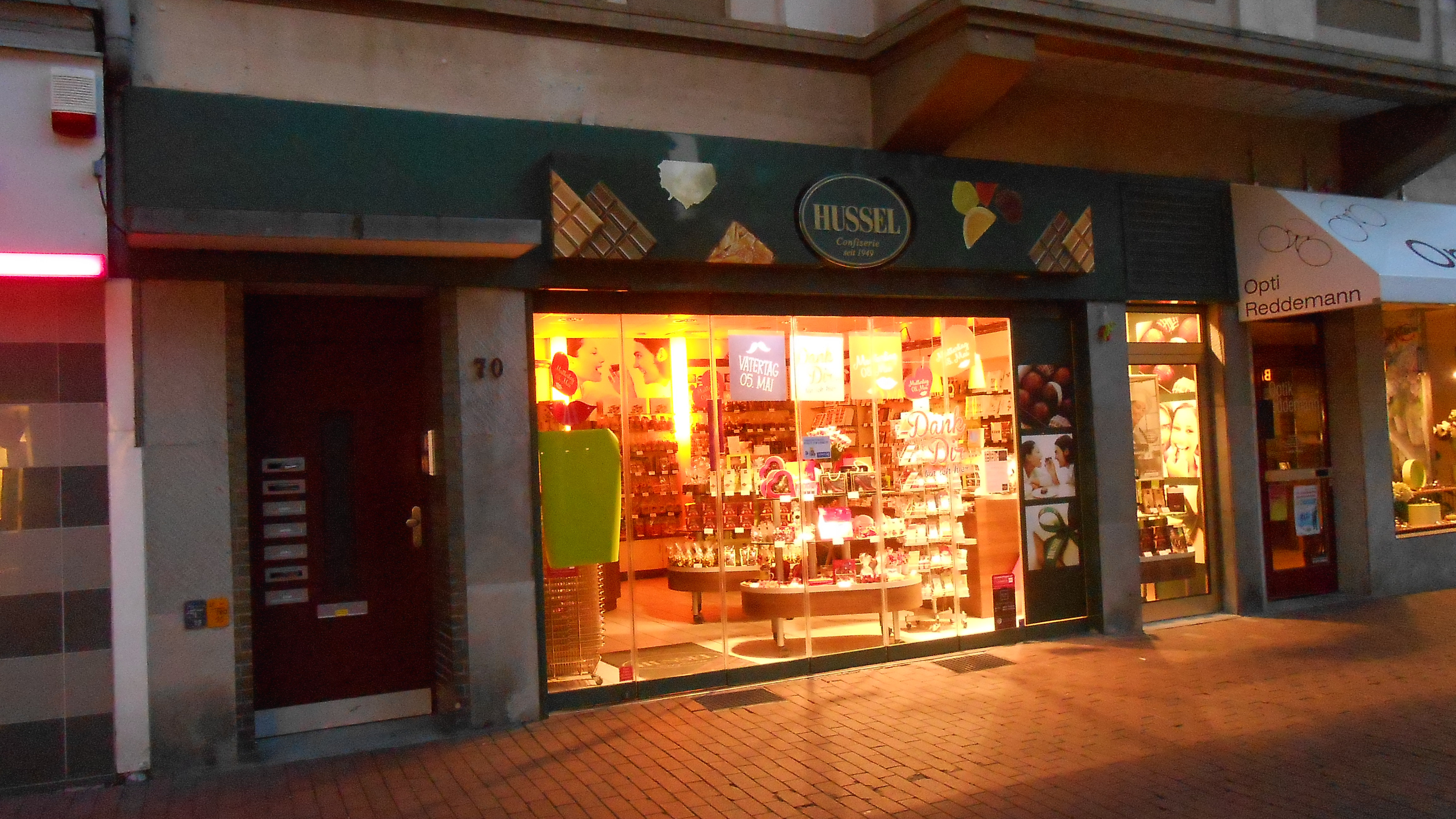
Hussel-Filiale in der Harkortstraße, der Fußgängerzone in Dortmund-Hombruch

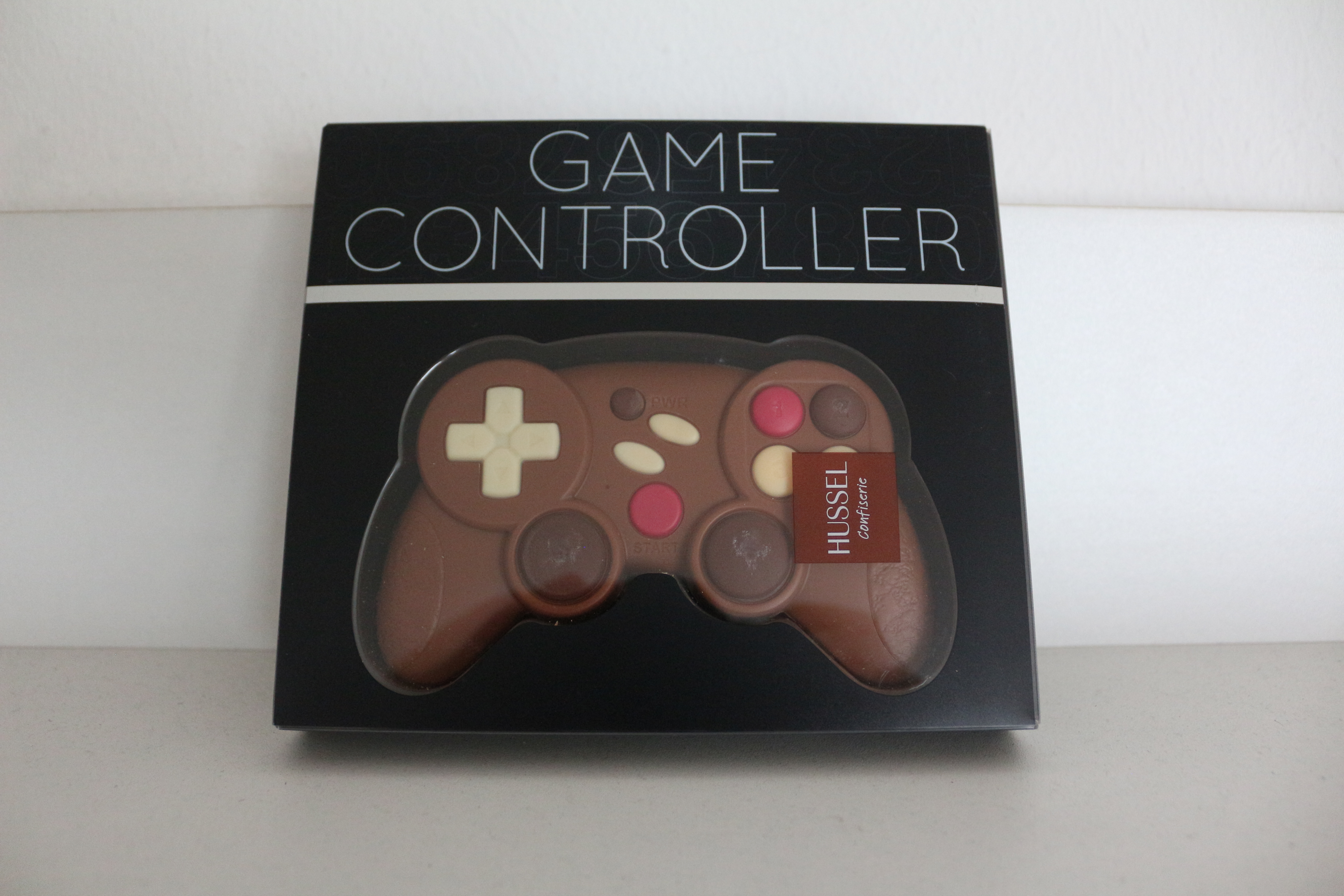
Schokolade in Form eines Gamecontrollers von Hussel

Die Hussel GmbH, bis 2015 Hussel Süßwaren-Fachgeschäfte GmbH, war ein im Jahr 1949 gegründetes Unternehmen, das Confiserie-Fachgeschäfte in Deutschland, Österreich und Portugal sowie einen Online-Shop für Schokoladen, Trüffel, Pralinen und Gebäck betrieb.
Das nach dem Firmengründer Rudolf Hussel benannte Unternehmen wurde im Jahr 1949 im westfälischen Hagen gegründet. Zum Ende des Jahres 1951 betrieb Hussel schon zehn Confiserien. Die Anzahl der Filialen stieg bis zum Jahr 1957 auf einhundert an. In dieser Zeit wurde die Ausrichtung des Unternehmens von Massenware hin zu hochwertigen Produkten geändert. 1962 wurde das Unternehmen in eine AG umgewandelt und Herbert Eklöh, ein Freund Hussels, übernahm 95 % der Anteile. Als er kurze Zeit später die Anteile mit großen Gewinn teilweise weiterverkaufte, kam es zum Bruch mit Hussel, der daraufhin aus dem Unternehmen ausschied.
Bis zum Ende des Jahres 1989 war Hussel der Namensgeber für die Douglas Holding. Zum 1. November 2006 übernahm die Hussel Süßwaren-Fachgeschäfte GmbH die Susi Süßwaren-Fachgeschäfte GmbH mit Sitz in Köln. Die Susi Süßwaren-Fachgeschäfte GmbH betrieb 86 Filialen unter den Namen Süßes Kaufhaus, Süße Quelle und chocolat und erzielte mit 300 Beschäftigten einen Umsatz von 20 Millionen Euro. 2018, vor dem Verkauf an die Deutsche Confiserie Holding, betrieb Hussel 210 Filialen und beschäftigte 1177 Mitarbeiter.
2021 durchliefen Arko, Hussel und Eilles ein Insolvenzverfahren in Eigenverwaltung. Anfang Februar 2024 meldeten Arko, Hussel und Eilles erneut Insolvenz an, allerdings nicht in Eigenverwaltung. Zum 1. Mai 2024 übernimmt Viba sweets den Großteil der drei Unternehmen.

## Eigentümer
Am 6. März 2014 teilte der Mutterkonzern Douglas Holding mit, sich von Hussel Süßwaren Fachgeschäfte GmbH zu trennen und das Tochterunternehmen an Emeram Capital Partners zu verkaufen. Der Verkauf benötigte noch die Zustimmung der Kartellbehörden. Der Kaufpreis betrug rund 50 Millionen Euro. Seit dem Dezember 2013 wurde von der Douglas Holding nach einem Investor für das Unternehmen gesucht.
Mit Wirkung zum 1. Oktober 2018 verkaufte Emeram Hussel an die Arko-Gruppe. Das Unternehmen gehörte in der Folge zur Deutschen Confiserie Holding (DCH).